# Ventouris Ferries
La Ventouris Ferries è una compagnia di navigazione greca attiva nel trasporto di merci e passeggeri nel mar Adriatico.

## Storia[1]
Fondata nel 1976, la compagnia ha iniziato i propri collegamenti con linee interne al Mar Egeo, per proseguire, a partire dal 1984, con linee dall'Italia verso Albania e Grecia.

## Flotta del passato

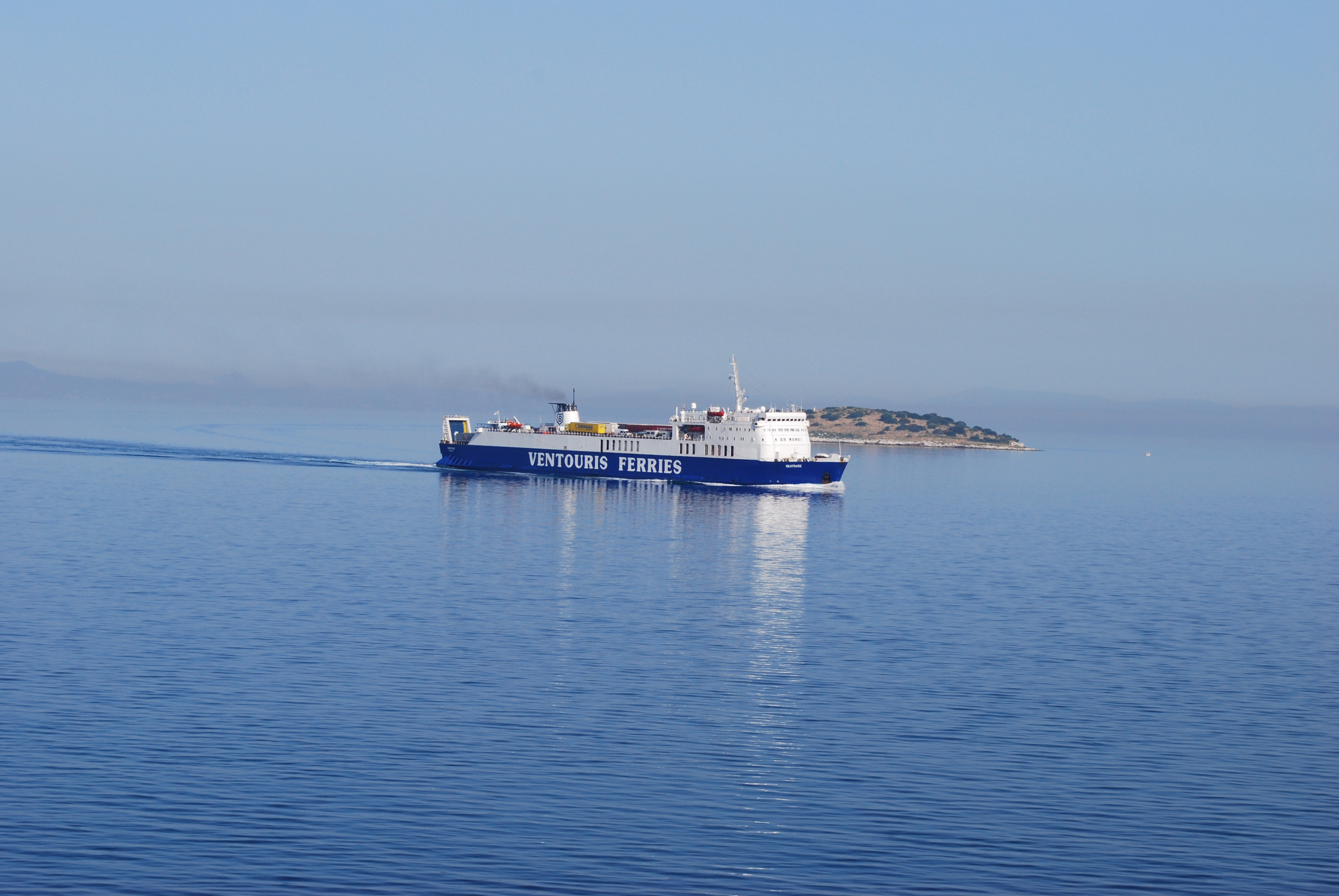
La Seatrade (2008-2011) in navigazione con livrea Ventouris Ferries

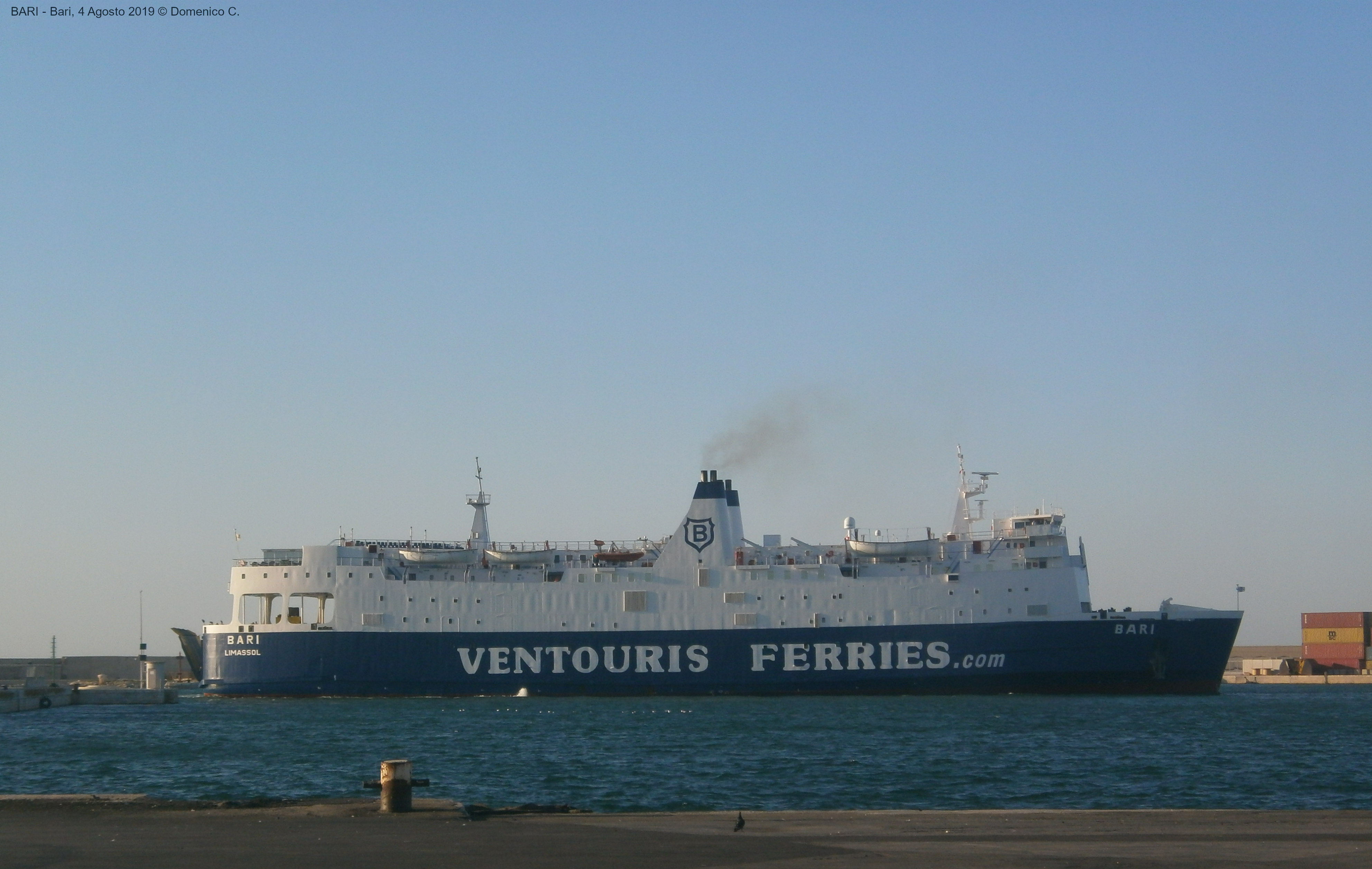
Il traghetto Bari (2010-2021) in manovra presso l'omonimo porto

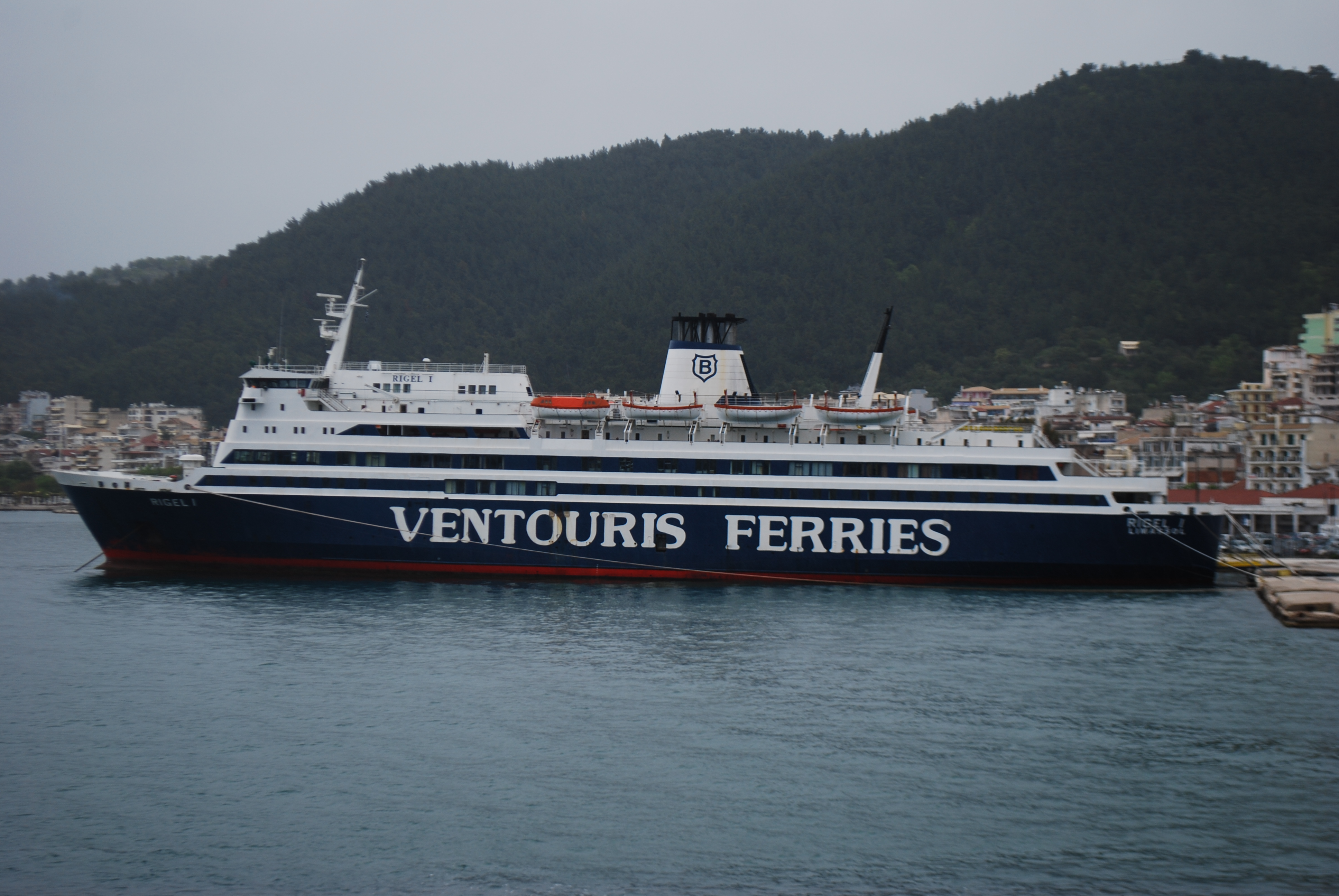
Il Rigel I (2008-2021) in sosta a Igoumenitsa

## Flotta[2]
| Tipo         | Nave      | Stato       | Anno di costruzione | Stazza | Lunghezza | Larghezza | Passeggeri | Automobili | Note                         | Immagine |
| ------------ | --------- | ----------- | ------------------- | ------ | --------- | --------- | ---------- | ---------- | ---------------------------- | -------- |
| Cruise Ferry | Rigel II  | In Servizio | 1980                | 23.842 | 146       | 25,2      | 2.300      | 500        | Operativo nel periodo estivo |          |
| Cruise Ferry | Rigel III | In Servizio | 1979                | 16.405 | 136       | 24,2 m    | 1.800      | 450        | Operativo nel periodo estivo |          |
| Cruise Ferry | Rigel V   | In servizio | 1992                | 25.095 | 174,8 m   | 25,6 m    | Tbd        |            |                              |          |
| Ferry        | Rigel VII | In servizio | 1994                | 21.646 | 163,5 m   | 25,6 m    | 1.500      | 450        |                              |          |

## Flotta del passato[3]
| Nome                 | Numero IMO | Anni servizio per Ventouris Ferries | Note |
| -------------------- | ---------- | ----------------------------------- | --- |
| Captain Constantinos | 5192987    | 1978-1981                           | Demolita a maggio 2005 ad Alang (India)                                                                                                |
| Georgios B           | 6813320    | 1983-1984                           | Demolita a ottobre 2003 ad Alang (India)                                                                                               |
| Patra Express        | 6810897    | 1984-1990                           | Demolita a settembre 2008 ad Alang (India)                                                                                             |
| Grecia Express       | 6525909    | 1987-1993                           | Demolita ad agosto 2005 ad Aliağa (Turchia)                                                                                            |
| Italia Express       | 6519455    | 1987                                | |
| Venus                | 7358743    | 1989-2010                           | Demolita a marzo 2010 ad Alang (India)                                                                                                 |
| Ydra                 | 6403163    | 1990-1996                           | Affondata nel 1996, recuperata e demolita in Grecia nel 2006                                                                           |
| Saturnus             | 7368944    | 1990-2003                           | Demolita a luglio 2011 ad Aliağa (Turchia)                                                                                             |
| Vega                 | 7382940    | 1990-2004                           | Demolita a gennaio 2004 ad Aliağa (Turchia)                                                                                            |
| European Star        | 7362108    | 1993                                | |
| Pollux               | 7362108    | 1994-1995                           | Attuale Theofilos, demolita ad aprile 2020                                                                                             |
| Thundercat 1         | 9106106    | 2001                                | Attuale Mega Jet della compagnia SeaJets                                                                                               |
| Thundercat 2         | 9081693    | 2001                                | Attuale Jaume I della compagnia Baleària                                                                                               |
| Pollux               | 6508157    | 2000-2003                           | Demolita a marzo 2004 in Pakistan |
| Athens               | 6909624    | 2003-2010                           | Demolita a giugno 2010 ad Alang (India)                                                                                                |
| Ionis                | 7203637    | 2001-2008 / 2014                    | Demolita a gennaio 2019 ad Aliağa (Turchia)                                                                                            |
| Polaris              | 7358731    | 1991-2011                           | Demolita ad aprile 2011 ad Alang (India)                                                                                               |
| Seatrade             | 7301491    | 2008-2011                           | Demolita a gennaio 2012 ad Alang (India)                                                                                               |
| Olympus              | 7822859    | 2011-2012                           | Demolita a dicembre 2017 ad Alang (India)                                                                                              |
| Aqua Hercules        | 7822861    | 2011-2012                           | Sequestrata per motivi fiscali nel 2013 in Turchia. A marzo 2021, si arena nella baia di Alessandretta a causa di un forte nubrifagio. |
| Rigel I              | 7224459    | 2008-2021                           | Demolita a novembre 2021 ad Alang (India)                                                                                              |
| Bari                 | 7813937    | 2010-2021                           | Demolita a dicembre 2021 a Chittagong (Bangladesh)                                                                                     |

## Rotte
| Linea                                  | Traghetto utilizzato                        | Note        |
| -------------------------------------- | ------------------------------------------- | ----------- |
| Bari ↔ Durazzo                         | Rigel III/Rigel V/Rigel II (solo in estate) | giornaliera |
| Bari ↔ Corfù ↔ Igoumenitsa ↔ Cefalonia | Rigel VII                                   | estiva      |